# Jean-Paul Chiron
Pour les articles homonymes, voir Chiron.
 (juillet 2021).
Jean-Paul Chiron, né le 3 septembre 1947 à Bressuire, est un pharmacien et professeur des universités en bactériologie et virologie.

## Biographie
Après des études primaires et secondaires au lycée Saint Joseph de Bressuire (baccalauréat math. élem., 1964), il obtient le diplôme d’État de pharmacien (Tours, 1970), acquiert un doctorat d’université en pharmacie, une maîtrise de biologie humaine et un doctorat d’état ès-sciences pharmaceutiques.
Il occupe des fonctions universitaires en tant qu’assistant de bactériologie-virologie à la faculté des sciences pharmaceutiques de Tours. Élève du professeur Philippe Maupas et dans le cadre d’un détachement auprès du ministère français de la coopération (1975-1979), il est nommé assistant puis chef de travaux au laboratoire de bactériologie-virologie de la faculté de médecine et pharmacie de Dakar (Sénégal) pour assurer la responsabilité sur le terrain du programme de recherche franco-sénégalais "Prévention Hépatite-Hépatome[source insuffisante].
En 1979 il est nommé à l'université François Rabelais de Tours.
À la suite de la découverte du vaccin contre l'hépatite B (HB) en 1975 par le Pr Philippe Maupas et al. (Lancet, 1976, i, 1367-1370), le programme de recherche médicale franco-sénégalais "Prévention Hépatite-Hépatome" a occupé une place prépondérante de ses activités scientifiques en tant que responsable sur le terrain (1976-1979).
De 1991 à 1992, il est directeur du Centre Muraz de l'O.C.C.G.E. à Bobo-Dioulasso (Burkina Faso) dans le cadre de la réhabilitation de ce centre de recherche financée par le Ministère français de la Coopération et du Développement.

## Publications scientifiques
- (en) Ledru S, Meda N, Fofana M, Soula G, Bazié AJ, Chiron JP, « Aetiologic study of genitourinary infections in women of child bearing age in Bobo Dioulasso, Burkina Faso, 1992 » Sexually Transmitted Diseases 1996; vol. 33, no 2, p. 151-156
- (en) Coursaget P, Leboulleux D, Soumaré M, Le Cann P, Yvonnet B, Chiron JP, Coll-Seck AM, Diop Mar I, « Twelve year follow-up of hepatitis B immunisation of senegalese infants » J Hepatol. 1994; vol. 21, no 2, p. 250-254
- (en) Coursaget P, Yvonnet B, Bourdil C, Mevelec MN, Adamowicz P, Barres JL, Chotard J, Ndoye R, Diop Mar I, Chiron JP, « HBs Ag positive infections in man not due to hepatitis B virus », Lancet. 1987; vol. 8572, no 2, p. 1354-1358
- (en) Coursaget P, Barres JL, Tortey E, Cotty P, Diop T, Yvonnet B, Sow MT, Mboup S, Diop B, Bocandé JE, Pourcelot L, Diop Mar I, Chiron JP., « Persistence of circulating complexes between HBs Ag and immunoglobulin M in sera of hepatitis B surface antigen positive patients suffering from liver cirrhosis or primary liver cancer » Cancer Research 1986;, vol. 46, p. 1492-1494
- (en) Maupas P, Chiron JP, Goudeau A, Coursaget P, Perrin J, Barin F, Denis F, Diop Mar I, « Active immunization against hepatitis B in an area of high endemicity. Part II: Prevention of early infection of the child » Prog Med Virol. 1981; vol. 27, p. 185-201
- (en) Maupas P, Chiron JP, Barin F, Coursaget P, Goudeau A, Perrin J, Denis F, Diop Mar I, « Efficacy of hepatitis B vaccine in prevention of early HBsAg carrier state in children. Controlled trial in an endemic area (Senegal) », Lancet. 1981; vol. 8215, no 1, p. 289-92
- Denis F, Saulnier M, Chiron JP, « Diagnostic étiologique rapide des méningites purulentes par agglutination passive indirecte de particules de latex et par contre-immunoélectrophorèse : expérience et perspectives », Bull WHO. 1981; vol. 59, no 1, p. 143-154
- (en) Coursaget P, Maupas Ph, Goudeau A, Chiron JP, Drucker J, Denis F, Diop Mar I., « Primary hepatocellular carcinoma in intertropical Africa - Relationship between age and hepatitis B virus etiology », J Natl Cancer Inst. 1980; vol. 65, no 4, p. 687-690

## Distinctions
- Chevalier dans l’Ordre national de la Légion d’honneur (2011)[7]
- Officier dans l'Ordre des Palmes académiques (1995)[8]
- Officier de l'Ordre du Mérite de la République du Sénégal (1985)[9]